# La-Le-Lu
Das Lied La-Le-Lu, nur der Mann im Mond schaut zu ist ein deutsches Wiegenlied, das im Jahr 1950 von Heino Gaze komponiert und getextet wurde. Die Originalaufnahme wurde im selben Jahr von Lonny Kellner und René Carol gesungen. Im Jahr 1955 sangen Heinz Rühmann und Oliver Grimm das Stück im Film Wenn der Vater mit dem Sohne. Hierdurch wurde es deutschlandweit bekannt und zu einem klassischen Gutenachtlied. Im Jahr 1993 kam Unser Lied (La Le Lu) von Cinematic feat. Heinz Rühmann & Oliver Grimm in die deutschen Singlecharts und erreichte Platz 11.
Daneben gibt es viele weitere Coverversionen, darunter von Anneliese Rothenberger und Detlev Lais (1950), Gerhard Wendland (1950), Heinz Maria Lins (1950), Maria Mucke (1950), Henry Theel (1951, finnisch), Gustav Winckler (1951, dänisch), Liselotte Malkowsky (1956), Connie Stevens (1961), Die Dolly-Singers & Fritz Schulz-Reichel und das Bristol-Bar-Sextett (1965), Lolita (1970), Bruce Low (1976), Pur (1987), 6-Zylinder (1990), Hugo Strasser (1994), Greetje Kauffeld (1996), Aurora Lacasa (1999), Die Lollipops (2001), Nena (2002), Uschi Glas (2003), Hansi Hinterseer (2004), Karel Gott (2006, 2007 tschechisch), Mario Adorf (2010), Michael Hirte (2011), Andrea Berg (2011) und Annett Louisan (2012).
Disney Junior präsentiert eine Coverversion mit einem 1 Stunde Mix.